# Гейден Шоу
Гейден Шоу (англ. Hayden Shaw, 31 серпня 1980) — новозеландський хокеїст на траві.
Учасник Олімпійських Ігор 2004, 2008 років.
Срібний призер Ігор Співдружності 2002 року, бронзовий призер 2010 року.
Срібний призер Виклику чемпіонів 2007 року.